# ثقافة المعارضة
ثقافة المعارضة أو كما تعرف أيضا «إطار الفُرص المحظورة» أو «النظرية الطبقية للتعليم» وهو المصطلح الأكثر شيوعًا في دراسة علم الإجتماع (السوسيولوجي) لشرح وتوضيح التمييز العنصري في التحصيل العلمي. خاصة بين الأمريكيين ذوات البشرة البيضاء وذوات البشرة السمراء. ومع ذلك فإن المصطلح يشير إلى رفض أي ثقافات فرعية أخرى تتوافق مع العادات والأعراف السائدة، وهذا ليس عدم المطابقة داخل النظام التعليمي فقط. وبالتالي يمكننا اعتبار أن العديد من العصابات الإجرامية والطوائف الدينية ثقافات معارضة.

## التمييز العنصري في التعليم اليوم
لا تزال التفرقة العنصرية مستمرة وقائمة في مجال التعليم حتى يومنا هذا. عام 2002 أجرى «جورج فاركاس» دراسة ليحدد المجالات التي لا تزال توجد بها تفاوتات وتفرقات عنصرية. أظهرت نتائجه البحثية أنه حتى في مرحلة التعليم المبكرفي المرحلة التمهيدية ومرحلة رياض الأطفال، فإن الأطفال الأمريكيين من أصول إفريقية يظهرون مستوى منخفض من اللغة الشفوية، ومهارات ماقبل القراءة وما قبل الرياضيات، وهذا بجانب السلوك غير الملائم للبيئة المدرسية. في المرحلة الثانوية مقاييس الإنجاز الأكاديمي كمجموع الدرجات أو رتبة الفصل وقلة عدد الأمريكيين من أصول إفريقية واللاتينيين. بالإضافة إلى ذلك، فإن الطلبة الأمريكيين من أصول إفريقية واللاتينيين أقل أداءًا في SAT على عكس نظيرهم من ذوات البشرة البيضاء، مما يؤثر هذا على معدل قبولهم في الجامعات. حتى مع الاعتبار للاختلافات في الوضع الاجتماعي والاقتصادي وحتى الأسر ذات الوالد الواحد فإن هذا التباين العنصري، على الرغم من انخفاضه ألا إنه لايزال قائما. أصبحت تلك المواضيع هي أساس النظريات الاجتماعية، بما في ذلك ثقافة المعارضة والتي توضح استمرار التمييز العنصري في التفوق العلمي.